# ½ grosza 1796 B Regni Boruss
½ grosza 1796 B Regni Boruss – moneta półgroszowa bita we Wrocławiu w roku 1796 na stopę menniczą zbliżoną do polskiej z 1766 r, o identycznych parametrach jak moneta ½ grosza 1796 bita dla Prus Południowych.

## Awers
Na owalnej tarczy zwieńczonej koroną umieszczono monogram FWR będący skrótem od Fredericus Wilhelm Rex, wokół tarczy wieniec, na samym dole znak mennicy – literka B.

## Rewers
U samej góry znajduje się nominał ½, a po jego bokach rozetki, poniżej napis „GROSSUS”, pod nim napis „REGNI”, poniżej „BORUSS”, na samym dole rok bicia 1796.

## Opis
Moneta była bita w mennicy we Wrocławiu, w miedzi, na krążku o średnicy 18 mm, z rantem gładkim. Liczba istniejących egzemplarzy szacowana jest w przedziale od 7 do 25 sztuk – stopień rzadkości R6.
Moneta pod każdym względem, z wyjątkiem nazwy prowincji – REGNI BORUSS zamiast BORUSS MERID, jest identyczna z monetą półgroszową wybitą w tym samym roku i w tej samej mennicy dla Prus Południowych. Ze względu na upływ czasu i całkowity brak jakicholwiek oficjalnych informacji z mennicy we Wrocławiu lub z odpowiedniego ministerstwa pruskiego, roztrzygnięcie kwesji przeznaczenia tej monety jest w XXI w. niewykonalne. Część kolekcjonerów uznaje ją jako monetę początkowego, tzn. omyłkowego bicia dla Prus Południowych, inni twierdzą, że była przeznaczona dla Prus Wschodnich i Zachodnich. Podobny dylemat dotyczy dwóch innych, w XXI w. bardzo rzadkich monet (R8), trzygroszówek bitych w tym samym roku we Wrocławiu i Berlinie, gdzie zamiast BORUSS MERID umieszczono napis BORUSSIAE.
Ponieważ Prusy Zachodnie utworzone w 1773 r., będące w unii monetarnej z Prusami Wschodnimi, były ziemiami zabranymi I Rzeczypospolitej w 1772 r., częścią Prus Wschodnich utworzonych w 1772 r. była Warmia, odebrana I Rzeczypospolitej w wyniku tego samego rozbioru, a Prusy Południowe zostały utworzone z ziem drugiego i trzeciego rozbioru pruskiego, moneta ma swoje miejsce w numizmatyce polskiej.

Praktycznie taki sam dylemat istnieje dla bardzo rzadkich (R8) trzygroszówek z 1816 roku bitych dla Wielkiego Księstwa Poznańskiego w mennicach w Berlinie i Wrocławiu, gdzie zamiast napisu GR.HERZ. POSEN umieszczono PREUSS.